# Abreiten

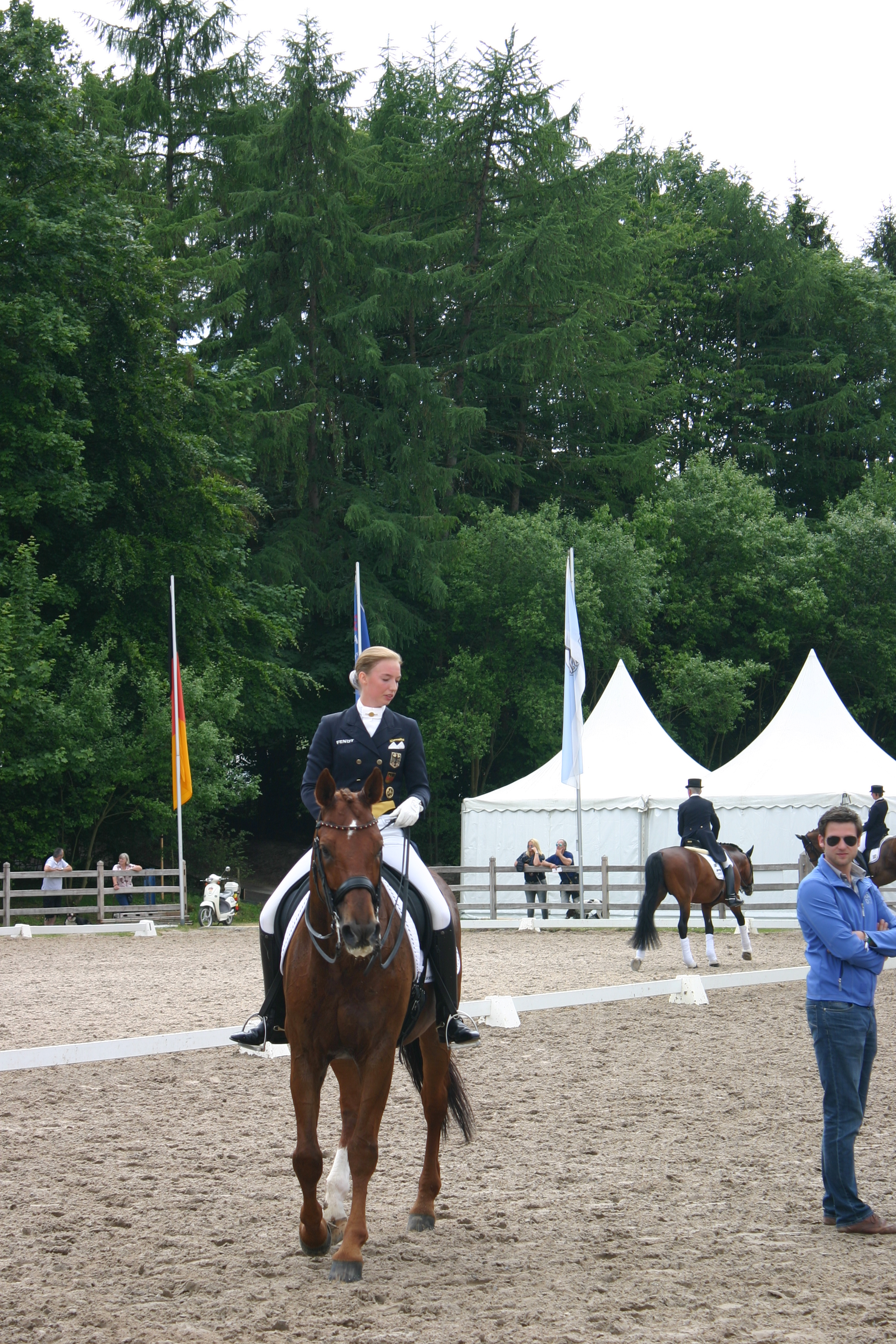
Lösen vor einer Dressurprüfung

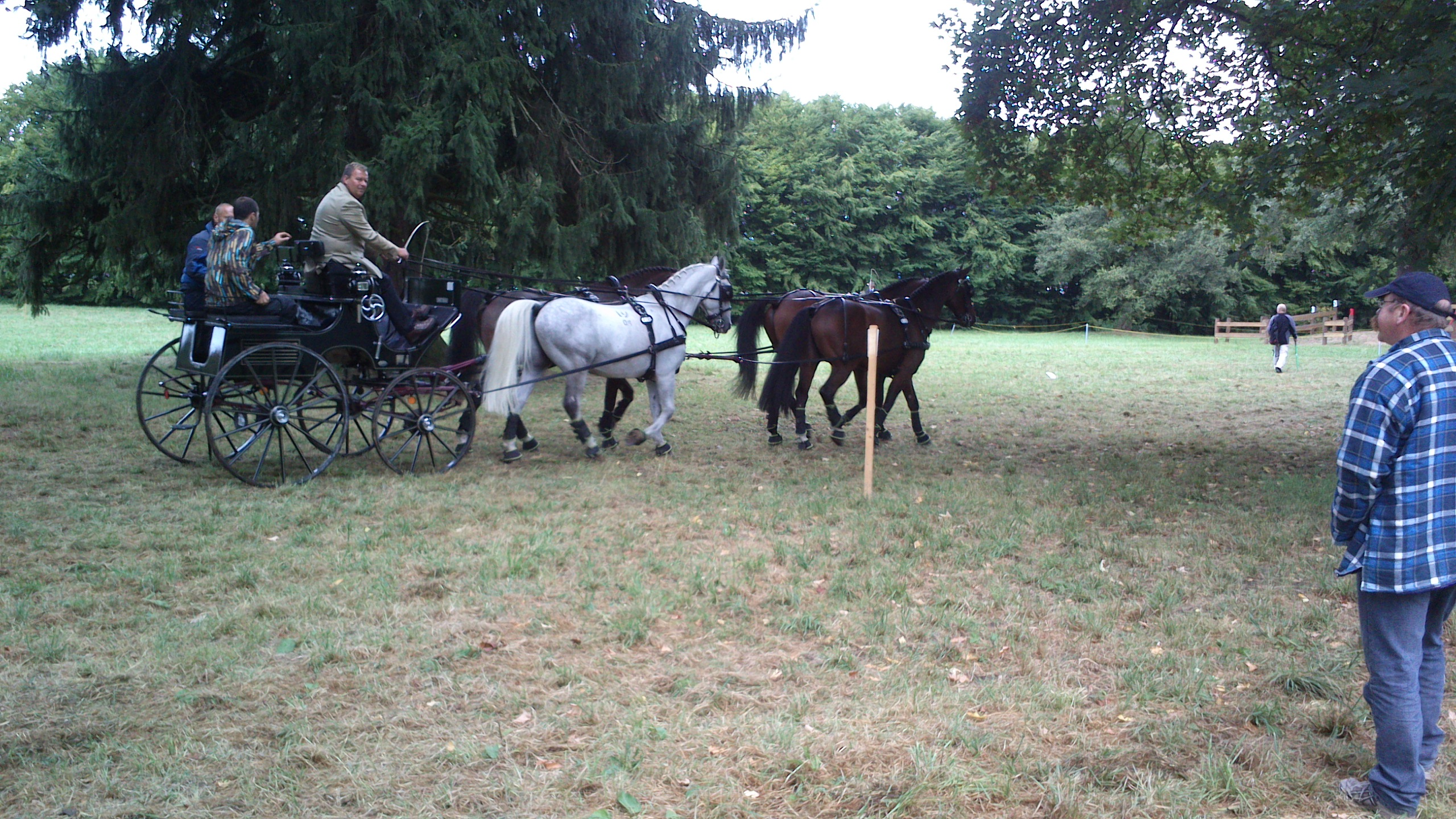
Aufwärmen vor einer Fahrprüfung

Abreiten wird im Pferdesport das Aufwärmen des Pferdes genannt. Alle Pferde müssen vor der eigentlichen Arbeit aufgewärmt und nach der Arbeit abgekühlt werden, auch Voltigier-, Fahr- und Arbeitspferde. Man spricht auch von „Lösungsphase“, weil hierdurch Spannungen und Steifigkeiten gelöst werden sollen, indem der Muskel- und Bandapparat vermehrt durchblutet und dadurch gelockert wird, die Muskulatur wird aufgewärmt.
Die erste Phase des Abreitens ist eine 10-20 minütige Schrittphase, während der nicht nur die Muskulatur aufgewärmt wird, sondern auch vermehrt Gelenkschmiere gebildet wird. Die Gelenkschmiere verringert die Reibung im Gelenk und beugt so Knorpelschäden und Arthrose vor. Auf Turnieren muss neben dem eigentlichen Turnierplatz immer auch ein Abreitplatz für die jeweiligen Disziplinen zur Verfügung stehen.
Nach der Arbeit muss jedes Pferd wieder abgekühlt werden.

## Zielsetzung
Oberstes Ziel des Abreitens ist die Gesunderhaltung des Pferdes; konkret soll es zur physischen und psychischen Entspannung von Pferd und Reiter führen, das heißt zur Losgelassenheit. Dabei ist von Anfang an auf taktmäßiges Reiten und fleißiges Vorwärts zu achten, also Schwung in Trab und Galopp. Der Rücken des Pferdes wird zum Schwingen gebracht und das Pferd ist bereit sich vorwärts-abwärts zu dehnen, ‚den Rücken herzugeben‘. Häufiges Abschnauben ist für Seunig die „Katharsis in der Reitkunst“ und signalisiert die Losgelassenheit des Pferdes, das ist die „Lösung von in geringerem oder stärkerem Grade bisher noch bestandenen körperlichen oder seelischen Spannungen“ und wird durch Loben belohnt. Im Laufe der Lösungsphase solle auch die Anlehnung erreicht werden, und je nach Ausbildungsstand des Pferdes ist es am Ende der Lösungsphase versammlungsbereit. Sämtliche Teilschritte der Ausbildungsskala werden somit tangiert.
Insgesamt führt das Abreiten zu einer Erhöhung von „Leistungsbereitschaft, Leistungsfähigkeit“ und „innerer Zufriedenheit des Pferdes“; dabei werden „nervöse Pferde ruhiger und triebige Pferde fleißiger“. Beim Abreiten vor Dressurprüfungen wird das Pferd an „die einzelnen Lektionen“ der Prüfungsaufgabe erinnert.

## Durchführung
Die Dauer und der Aufbau der Lösungsphase hängen von individuellen Gegebenheiten ab. Sie beginnt mit einer mindestens 10-minütigen Schrittphase am langen oder hingegebenen Zügel und dauert insgesamt etwa 30 Minuten. Spätestens dann sollte die Losgelassenheit erreicht sein.
Vor Dressurprüfungen empfehlen die Richtlinien eine Stunde für das Abreiten anzusetzen: „Nach aller Erfahrung ist das Abreiten vor einer Prüfung selten zu lang, häufig aber zu kurz gewesen.“ Auch vor Springprüfungen ist auf eine „genügend lange Schrittphase“ zu achten. Unterschiede ergeben sich aus Besonderheiten der Pferde und Erfahrungswerten des Reiters: „Faule, träge Pferde brauchen ein kürzeres, aber intensiveres Arbeitspensum. Der Reiter sollte vermehrt vorwärts reiten und das Pferd dadurch ‚aufwecken‘. Heftige, sich leicht erregende Pferde brauchen eine zeitlich längere Abreitephase.“ Nach Erreichen der Losgelassenheit und Durchlässigkeit kommen dann „einige Probesprünge“ hinzu.

### Lektionen der Lösungsphase
Für die Lösungsphase eignen sich folgende Lektionen:
- Schritt mit hingegebenem oder am langen Zügel
- Leichttraben auf großen gebogenen Linien
- Galopp im leichten Sitz auf großen gebogenen Linien
- Trab-Galopp-Trab-Übergänge
- Schritt-Trab-Schritt-Übergänge
- Schenkelweichen, Vorhandwendungen
- aus dem Zirkel wechseln
- einfache Schlangenlinien und Schlangenlinien durch die ganze Bahn (3–4 Bögen)
- Tritte und Sprünge verlängern
- am Ende der Lösungsphase Stangenarbeit (Bodenricks und kleine Gymnastiksprünge) in Trab und Galopp
- zwischen den Übungen immer wieder Zügel-aus-der-Hand-kauen-lassen

bei fortgeschrittenerem Ausbildungsstand zusätzlich:
- Viereck verkleinern und vergrößern
- Übertretenlassen auf der offenen Zirkelseite

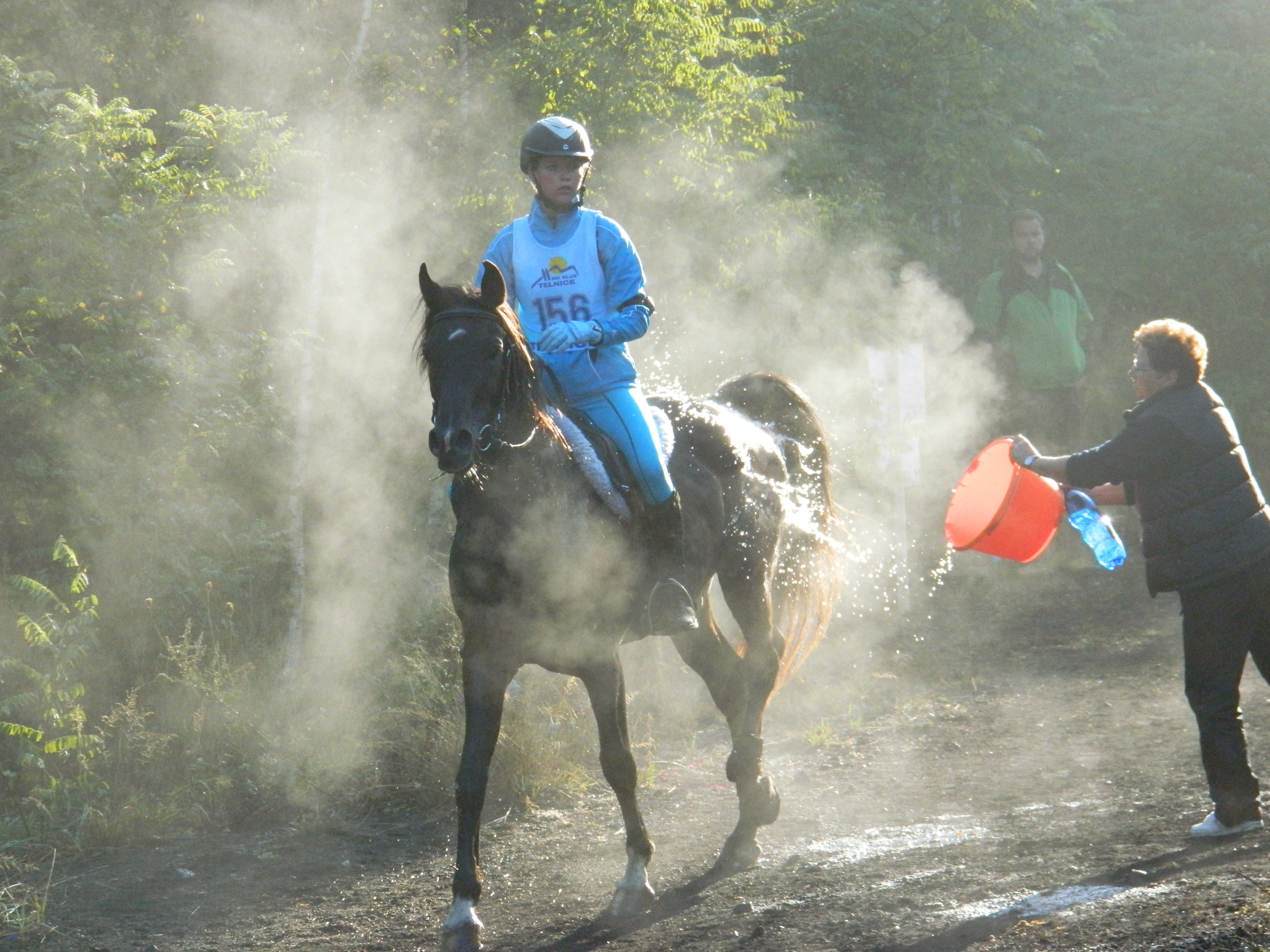
Kühlen während des Ritts

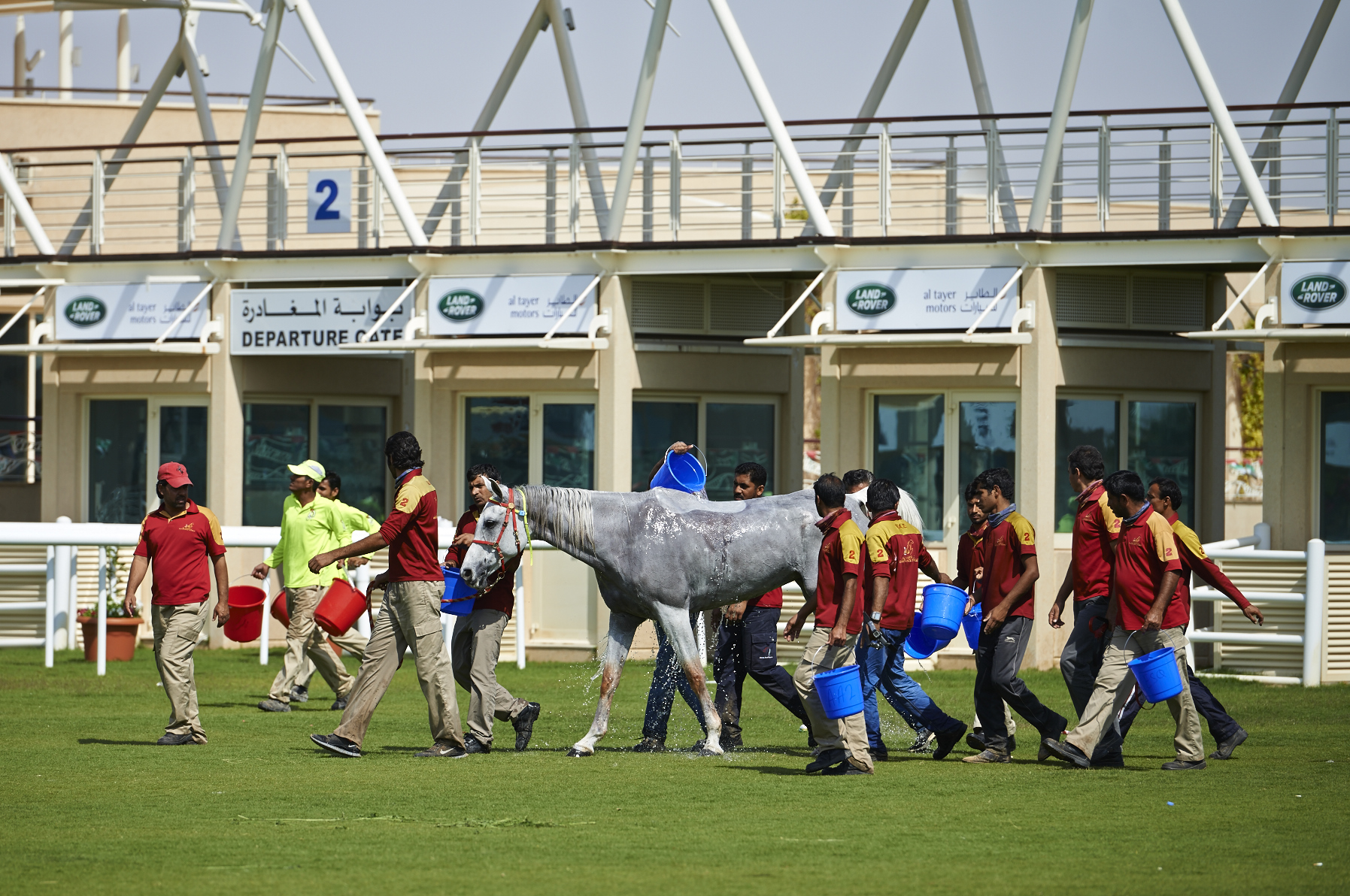
Kühlen während einer Zwangspause eines Distanzritts, gleichzeitig wird das Pferd geführt, damit es nicht kalt wird

- durch den Zirkel wechseln
- Reiten einer Acht
- Zirkel verkleinern und vergrößern

### Lektionen der Lösungsphase vor Springprüfungen
nach Erreichen der Losgelassenheit:
- Übergänge innerhalb einer Gangart und zwischen den Gangarten
- schulterhereinartiges Reiten
- Halten
- Rückwärtsrichten
- Kurzkehrtwendungen
- fliegender Galoppwechsel
- danach einige Probesprünge

Wenig effektiv ist das Abreiten, wenn das Pferd „abstumpfend oder ermüdend exerziert“ wird. Darum ist in jedem Fall beim Abreiten – ob im Training oder vor Prüfungen – auf Abwechslung und auf angemessene Ruhepausen (Schrittpausen) zu achten. Zur Erholung und Belohnung nach der Arbeit ist das Ausreiten am langen Zügel hervorragend geeignet.

## Abkühlen
Um Gesundheitsschäden vorzubeugen, muss jedes Pferd nach der Arbeit trockengeführt, trockengeritten oder trocken gefahren werden. Man spricht von „Trockenreiten“, „Trockenfahren“ oder „Trockenführen“, weil dabei der Schweiß verdunstet. Ein nassgeschwitztes Pferd ist anfällig für Erkältungen, da das Fell nicht so schnell trocknet wie beispielsweise nasse Haut.
Das Trockenreiten nach der Arbeitsphase ist eine Erholungsphase und dient dem Verschnaufen des Pferdes. Herz- und Atemfrequenz normalisieren sich wieder, Entspannung und Zufriedenheit sollen sichergestellt werden. Es entspricht dem Cool Down des Menschen nach dem Sport. Dabei kommt das Pferd nicht nur zur Ruhe, es werden auch etwaige Verspannungen gelöst. Die ruhige Bewegung nach der Anstrengung beugt auch einem „Muskelkater“ vor.
Bei großer Hitze und großen Belastungen, also langen, schnellen Ritten mit oder ohne Hindernisse, wie Distanzritten, dem Geländeritt bei der Vielseitigkeit oder Jagden und auch bei Pferderennen, werden die Pferde im Anschluss oder in Zwangspausen mit Wasser gekühlt. Nach der Kühlung mit Wasser müssen die Pferde wiederum trockengeführt werden, bevor sie in den Stall, auf die Weide oder den Transporter kommen. Der Schweiß kann auch mit einem Schweissmesser abgezogen werden, dadurch trocknet das Pferd schneller.
Bei dickem Winterfell kommen Pferde sehr schnell ins Schwitzen und das Trocknen dauert um so länger. Je nach Fell kann das über eine Stunde Trockenreiten bedeuten. Sollen Pferde auch im Winter trainiert werden, können sie im Winter eingedeckt werden. Dadurch frieren sie weniger und bilden ein weniger dickes Winterfell aus. Zusätzlich können sie auch geschoren werden. Geschorene Pferde müssen, je nach Schur und Außentemperatur, beim Aufwärmen im Schritt eingedeckt werden, bis sie richtig warm sind. Auch beim Abkühlen im Schritt muss eine geschorene Nierenpartie mit einer Abschwitzdecke geschützt werden.
Nach der Arbeit und dem Abkühlen können Pferde noch etwas ins Solarium gestellt werden, um auch die letzte Restfeuchte aus dem Fell zu entfernen. Außerdem wirkt die Wärme entspannend. Anschließend, wenn sie richtig trocken sind, können die Pferde wieder mit einer Stall- oder Weidedecke eingedeckt werden.

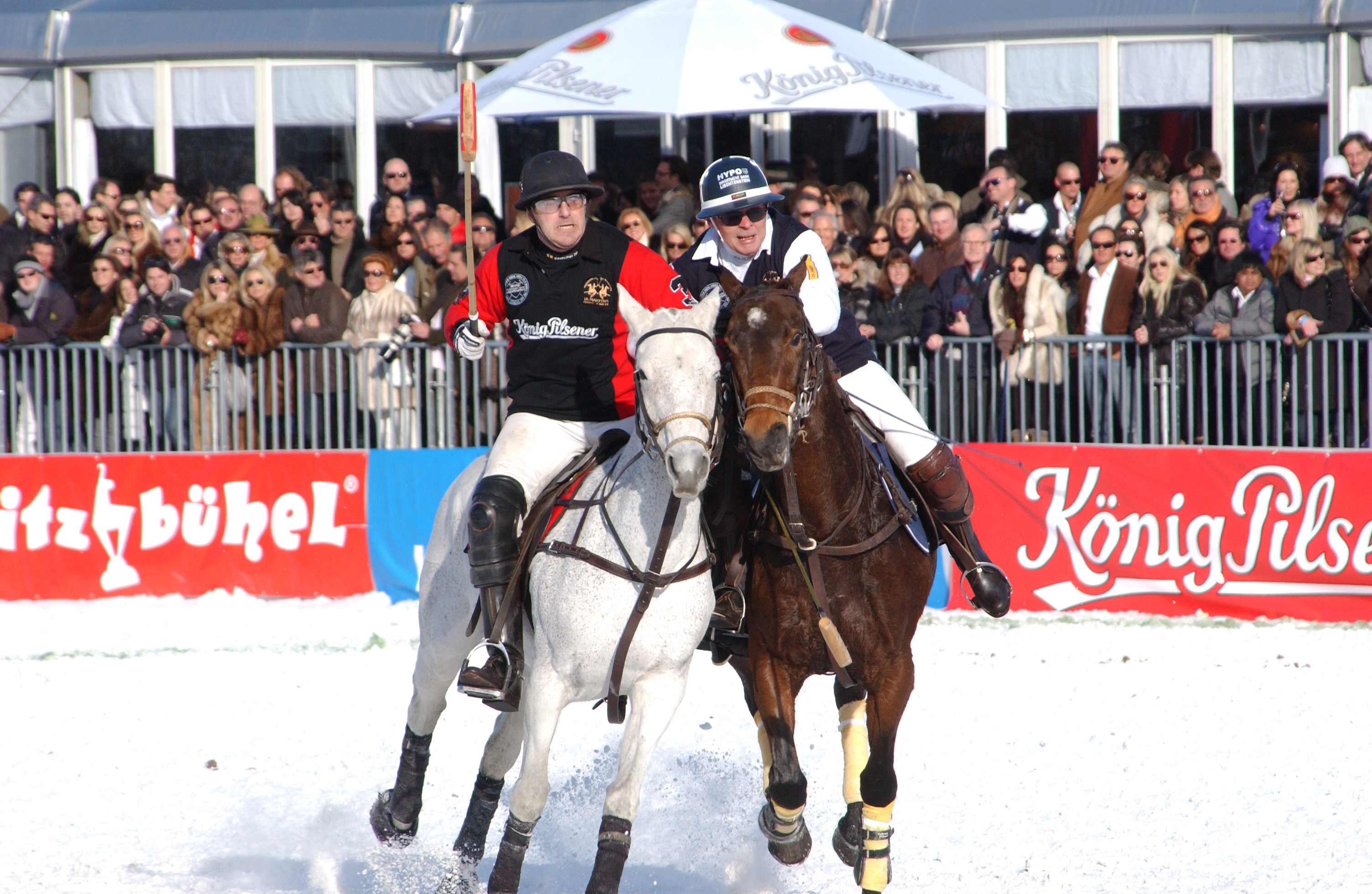
Abreiten

## Polo
Beim Abreiten oder Push im Polo darf ein gegnerischer Spieler mit dem eigenen Körper oder dem Pferd von der Linie abgedrängt werden.